# Clytia pentata
Clytia pentata är en nässeldjursart som först beskrevs av Mayer 1900.  Clytia pentata ingår i släktet Clytia och familjen Campanulariidae. Inga underarter finns listade i Catalogue of Life.